# كارول ديمبستر
كارول ديمبستر (بالإنجليزية: Carol Dempster)‏ هي ممثلة أمريكية، ولدت في 9 ديسمبر 1901 في دولوث في الولايات المتحدة، وتوفيت في 1 فبراير 1991 في لاهويا في الولايات المتحدة بسبب نوبة قلبية.

## وصلات خارجية
- كارول ديمبستر على موقع IMDb (الإنجليزية)
- كارول ديمبستر على موقع ألو سيني (الفرنسية)
- كارول ديمبستر على موقع أول موفي (الإنجليزية)
- كارول ديمبستر على موقع قاعدة بيانات الأفلام السويدية (السويدية)
- كارول ديمبستر على موقع قاعدة بيانات الفيلم (الإنجليزية)
- كارول ديمبستر على موقع كينوبويسك (الروسية)